# لوف آت فيرست سايت
«لوف آت فيرست سايت» (بالإنجليزية: Love at First Sight)‏ أو «الحب من النظرة الأولى» (2001) هي الأغنية الثانية التي تحمل نفس العنوان للفنانة الأسترالية كايلي مينوغ، وأخذت من ألبومها الثامن فيفر (الأولى، والمشابهة لها في العنوان فقط، ظهرت في ألبومها كايلي عام 1988). وتولى التأليف والإنتاج ريتشارد ستانارد وجوليان غالاغر، إلى جانب مع مينوغ، آش هوز، ومارتن هارينغتون. الأغنية هي أغنية رقص تصف وقوع مينوغ في الحب من النظرة الأولى. وتحتوي على عناصر من اليوروبوب وموسيقى الهاوس. وأصدرت بوصفها ثالث منفردة من الألبوم، والثانية في سوق أمريكا الشمالية، وذلك في 10 حزيران 2002 من قبل بارلوفون.
كان استقبال النقاد للأغنية إيجابيا؛ وأشاد معظم النقاد على الجاذبية التجارية للأغاني وتأليفها. وإن تلقت انتقادا طفيفا بسبب التشابه في الإنتاج مع منفردات مينوغ السابقة من ألبوم فيفر. بلغت الأغنية المركز الثالث على قائمة الأغاني الاسترالية. كما وصلت إلى المركز الثاني في المملكة المتحدة. ووصلت إلى المراكز العشرة الأوائل في كندا والدنمارك وأيرلندا وإسبانيا ونيوزيلندا.
تم إخراج فيديو كليب الأغنية من قبل يوهان رينك، وتظهر مينوغ في متاهة مستقبلية مع الراقصين في الخلفية، كل لقطة أخذت في صورة واحدة. أدت مينوغ الأغنية في أول مرة في جولة كايلي فيفر 2002، وظهرت على جميع جولاتها. تم ترشيح الأغنية لاحقا لجائزة جرامي لأفضل أغنية رقص في عام 2003، لتصبح أول ترشيح جرامي لمينوغ.